# Сенська бухта
Сенська бухта (фр. Baie de Seine)  — затока на півночі Франції.

## Географія
Сенська бухта — широка прямокутна затока на півдні Ла-Маншу, розміром приблизно 100 км (із заходу на схід) на 45 км. Вона простягається від мису Пуент-де-Барфлер на півострові Котантен вздовж узбережжя Нормандії на схід до мису Кап-де-ла-Ев, розташованого на північ від гирла річки Сена поблизу Гавра. На узбережжі Сенської бухти чергуються піщані пляжі та скелясті миси. 
На заході Сенської бухти, між департаментами Манш і Кальвадос, розташована Вейська бухта. У Вейській бухті, біля узбережжя півострова Котантен, розташовані острови Сен-Маркуф. Також у Вейській бухті, неподалік від Сен-Ва-ла-Уга, розташований острівець Татіу.

## Геологія
Сенська бухта лежить переважно у Паризькому басейні. Лише на північному заході, між Сен-Ва-ла-Угом та Пуент-де-Барфлером, узбережжя належить до Армориканського масиву. Мис Пуент-де-Барфлер складений з гранітів, а острови Сен-Маркуф, які також належать до Армориканського масиву, — з армориканських пісковиків.

## Історія
У XVII столітті в Сенській бухті сталася Битва при Барфлері.
Під час Другої Світової війни узбережжя Нормандії було основним місцем висадки союзників у Франції. Відсутність зручних гаваней змусила союзників побудувати штучні бухти «Малбері» в Арроманші та на пляжі «Омаха». Залишки цих бухт збереглися в Арроманші.

## Прибережні міста

### Міста з населенням понад 10 000 людей
- Гавр

### Міста з населенням від 5000 до 9999 людей
- Довіль
- Гонфревіль-л'Орше
- Арфлер
- Онфлер
- Сент-Адресс
- Трувіль-сюр-Мер

### Поселення з населенням від 1000 до 4999 людей
- Рожервіль

### Поселення з населенням до 1000 людей
- Сандувіль